# Beli Vir, Kărdjali
Beli Vir (în bulgară Бели Вир) este un sat în comuna Cernoocene, regiunea Kărdjali,  Bulgaria. 

## Demografie
Componența etnică a satului Beli Vir
     Turci (99,47%)
     Nicio identificare (0,52%)
     Altele (0%)
La recensământul din 2011, populația satului Beli Vir era de 382 locuitori. Din punct de vedere etnic, majoritatea locuitorilor (99,47%) erau turci. Pentru 0,52% din locuitori nu este cunoscută apartenența etnică.